# Том III. Меж раем и адом
Том III. Меж раем и адом — третий студийный альбом воронежской панк-рок-группы «Сказки Чёрного Города», выпущенный в 2017 году.

## Об альбоме
О записи альбома стало известно осенью 2015 года, когда был выпущен сингл «Маскарад». В 2016 году был выпущен сингл «Потухший маяк». 26 мая 2017 года релиз альбома состоялся. Он стал доступен на «Яндекс. Музыке», iTunes, Google Music, а также в официальной группе коллектива «ВКонтакте». Презентация альбома состоялась 30 сентября в городе Воронеж.
В этом альбоме полно рассуждений о «тёмных сторонах» людей, их ценностях, страхах, потаённых желаниях. Весомая часть пластинки отведена «вечной теме» — любви, в различных её проявлениях. Соответственно и музыкальная составляющая весьма и весьма многогранна.

### Название альбома
Название альбома отсылает к седьмой песне альбома «Ведьмак», в которой есть строчка: «Меж раем и адом, грешные души вновь будут рядом». По словам Николая Ерохина:
Название было придумано мной. А символизирует оно то, что всё в нашем мире относительно. Где добро, а где зло? Что хорошо, а что плохо? Никто и никогда не в праве никого осуждать и вешать какие-то ярлыки. Кто достоин, а кто нет — решит тот самый «страшный суд», меж раем и адом. — Николай Ерохин

### Обложка альбома
На обложке нового альбома изображены горящая лестница, ведущая в небо, бабочка с изображением мужчины и женщины на крыльях. Автор обложки — Сергей Загаровский, художник из Москвы. Изображение бабочки с обложки альбома Николай Ерохин наколол себе на руке.
Собственно, это и есть та самая лестница из «ада» в «рай» — дорога от «тьмы» к «свету». Шагнуть в бездну манящего притягательного порока и раствориться в нём гораздо проще, нежели идти по жизни честно, верно и принципиально. Мотылёк же над пламенем символизирует собой самый важный элемент в жизни любого человека — любовь. Ту, что может согреть и растопить ледяное сердце, и ту, что нередко сжигает без остатка. — Николай Ерохин

## Список композиций
| №                   | Название            | Длительность |
| ------------------- | ------------------- | ------------ |
| 1.                  | «Снежная королева»  | 4:30         |
| 2.                  | «Чайная церемония»  | 3:48         |
| 3.                  | «Клятва»            | 3:36         |
| 4.                  | «Вкус ночи»         | 4:06         |
| 5.                  | «Старьёвщик»        | 3:25         |
| 6.                  | «Двери разума»      | 3:56         |
| 7.                  | «Ведьмак»           | 4:01         |
| 8.                  | «Цепи свободы»      | 3:51         |
| 9.                  | «Грешники»          | 2:36         |
| 10.                 | «Маскарад»          | 4:12         |
| 11.                 | «Потухший маяк»     | 4:11         |
| Общая длительность: | Общая длительность: | 42:38        |

| №                   | Название                          | Длительность |
| ------------------- | --------------------------------- | ------------ |
| 12.                 | «Лесная царевна» (Версия 2015)    | 7:00         |
| 13.                 | «Башмачник» (Акустическая версия) | 3:44         |
| 14.                 | «Дотянуться до звёзд» (ft. КняZz) | 4:19         |
| Общая длительность: | Общая длительность:               | 57:19        |

## Участники записи
- Николай «Док» Ерохин — вокал, бэк-вокал, тексты, музыка
- Юрий Головков — гитара
- Антон Андреев — гитара, виолончель
- Григорий Швырёв — бас-гитара
- Павел Зайцев — ударные

Приглашённые музыканты:
- Андрей Князев (Князь) - вокал (14)